# Мбабане Хайлендерс
«Мбаба́не Хайлендерс» (англ. Mbabane Highlanders) — свазилендский футбольный клуб из города Мбабане, самый титулованный клуб страны. Домашние матчи проводит на стадионе «Принц Уэльский» в Мбабане.

## История
Клуб был основан в 1952 году в столице страны городе Мбабане и является самой титулованной командой страны, команда выиграла 12 чемпионатов, 8 кубков и 4 суперкубка. Последний раз команда выигрывала национальный чемпионат в 2001 году.
«Мбабане Хайлендерс» участвовали в более чем 10 турнирах под эгидой КАФ, но ни разу не смогли продвинуться дальше первого раунда.

## Достижения
- Чемпионат Свазиленда
  - Чемпион (12): 1976, 1980, 1982, 1984, 1986, 1988, 1991, 1992, 1995, 1997, 2000, 2001
  - Серебряный призёр (4): 1998/99, 2003/04, 2007/08, 2015/16
  - Бронзовый призёр (3): 1994, 2005/06, 2008/09

- Кубок Свазиленда
  - Победитель (9): 1969, 1976, 1983, 1985, 1990, 1997, 1999, 2009, 2010
  - Финалист (1): 2012

- Черити Кап
  - Победитель (4): 1998, 2007, 2008, 2010
  - Финалист (3): 2004, 2005, 2009

- Трейд Фейр Кап
  - Победитель (1): 1999
  - Финалист (3): 2000, 2006, 2008

## Статистика выступлений на континентальных турнирах
| Сезон | Турнир                       | Раунд           | Клуб               | Дома  | На выезде | Итог           |
| ----- | ---------------------------- | --------------- | ------------------ | ----- | --------- | -------------- |
| 1977  | Кубок африканских чемпионов  | 1               | Симба              | т.п.1 | т.п.1     | т.п.1          |
| 1981  | Кубок обладателей кубков КАФ | 1               | Палмейраш ди Бейра | т.п.1 | т.п.1     | т.п.1          |
| 1983  | Кубок африканских чемпионов  | Предварительный | Тауншип Роллерз    | 2-1   | 1-0       | 3-1            |
| 1983  | Кубок африканских чемпионов  | 1               | Нкана              | 0-1   | 2-2       | 2-3            |
| 1984  | Кубок обладателей кубков КАФ | 1               | Динамо Фима        | 1-0   | 1-6       | 2-6            |
| 1985  | Кубок африканских чемпионов  | 1               | Блэк Ринос         | 1-3   | 0-1       | 1-4            |
| 1987  | Кубок африканских чемпионов  | Предварительный | Кадетс Клаб        | 2-1   | 2-3       | 4-4 (в.г.)     |
| 1987  | Кубок африканских чемпионов  | 1               | Дайнамоз           | 1-2   | 1-6       | 2-8            |
| 1989  | Кубок африканских чемпионов  | Предварительный | Пан Африкан        | 2-0   | т.п.2     | 2-0            |
| 1989  | Кубок африканских чемпионов  | 1               | ФК «Экспресс»      | 2-1   | 0-4       | 2-5            |
| 1993  | Кубок африканских чемпионов  | Предварительный | АС Сотема          | 0-1   | 0-2       | 0-3            |
| 1996  | Кубок африканских чемпионов  | Предварительный | Фобар              | 2-1   | 0-0       | 2-1            |
| 1996  | Кубок африканских чемпионов  | 1               | Муфулира Уондерерс | 0-1   | 0-3       | 0-4            |
| 2001  | Лига чемпионов КАФ           | Предварительный | АС Марсуэнс        | 0-2   | 1-1       | 1-3            |
| 2010  | Кубок Конфедерации КАФ       | Предварительный | КАПС Юнайтед       | 1-0   | 0-1       | 1-1 (7-8 пен.) |
| 2011  | Кубок Конфедерации КАФ       | Предварительный | Викторс СК         | 1-1   | 1-1       | 2-2 (1-4 пен.) |
| 2013  | Кубок Конфедерации КАФ       | Предварительный | ТКО Боени          | 1-2   | 2-1       | 3-3 (3-5 пен.) |

1 — «Мбабане Хайлендерс» снялись с участия в турнире.

2 — ФК «Пан Африкан» снялись с участия в турнире накануне второго поединка.